# Силва Бразейру, Жадер да
Жадер да Силва Бразейру (порт. Jader da Silva Brazeiro; род. 21 февраля 1984, Порту-Алегри) — бразильский тренер-селекционер, в прошлом футболист, полузащитник. В настоящее время занимается селекцией футбольного клуба «Днепр-1».

## Биография
Ходил в школу девять лет в родном городе Порту-Алегри. В 17 лет подписал первый профессиональный контракт, выступал за клуб «Пелотас» из одноимённого города.
В 2004 году попал в харьковский «Арсенал», клуб выступал в Первой лиге Украины. В команде провёл один год и сыграл 28 матчей и забил 5 голов. После этого вернулся на родину.
Через шесть месяцев, летом 2005 года он перешёл в харьковский «Металлист», куда его пригласил Мирон Маркевич. 20 августа 2005 года дебютировал в Высшей лиге в домашнем матче против донецкого «Шахтёра» (1:5), Жадер вышел на 64 минуте вместо Миляна Мрдаковича. В основе «Металлиста» в Высшей лиге Жадер провёл всего 5 матчей, причём всегда выходив на замену. Также Жадер провёл 4 матча и забил 1 гол (овидиопольскому «Днестру») в Кубке Украины. В основном же Жадер играл за дубль в молодёжном первенстве где сыграл 43 матча и забил 9 мячей.
Летом 2007 года перешёл в луцкую «Волынь», где главным тренером был Виталий Кварцяный. Жадер стал любимцем болельщиков «Волыни». В команде отличился забив несколько голов со штрафных ударов. В 2007 году стал лучшим игроком «Волыни» по версии посетителей официального сайта клуба. Сезон 2007/08 Жадер провёл удачно, в 33 матчах он забил 9 голов и провёл 1 матч в Кубке Украины против бурштынского «Энергетика» в котором забил гол. 18 сентября 2008 года в домашнем матче против «Нефтяника-Укрнафта» (3:2), Жадер вышел на 54 минуте, а к 83 минуте он уже покинул поле. После этого Жадер ушёл из команды в статусе свободного агента.
В 2010 году перешёл в иранский клуб «Нафт Тегеран». В августе 2010 года появилась информация что Жадер может вернуться в «Металлист».

## Достижения
- Серебряный призёр Первой лиги Украины: 2004/05
- Серебряный призёр молодёжного чемпионата Украины: 2005/06

## Личная жизнь
Жадер любит волейбол и латиноамериканские танцы. В Луцке он ходил в интернет-клуб для того, чтобы связаться со своей семьёй по веб-камере. Там он общался с матерью, четырьмя сёстрами, двумя братьями и с его невестой Лисиани.